# Vorstendom Iberië
Het vorstendom Iberië (Georgisch: ქართლის საერისმთავრო, Kartlis saerismtavro) was een vroegmiddeleeuws vorstendom in het Georgische kerngebied Kartli. Het bloeide in de periode van interregnum tussen de zesde en negende eeuw, toen het politieke gezag werd uitgeoefend door een opeenvolging van vorsten. Het vorstendom werd ongeveer 580 opgericht kort na de Sassanidische onderdrukking van de Chosroïden-dynastie van het koninkrijk Iberië. Het duurde tot 888, toen het koningschap werd hersteld door een lid van de Bagrationi-dynastie. De grenzen wisselden sterk toen de vorsten van Iberia gedurende deze periode de confrontatie aangingen met de Perzen, Byzantijnen, Chazaren, Arabische kalifaten en naburige Kaukasische heersers.
De tijd van het vorstendom was een hoogtepunt in de geschiedenis van Georgië. Ze zag de uiteindelijke vorming van de Georgische christelijke kerk, de eerste bloei van een literaire traditie in de moedertaal, de opkomst van de Georgische Bagrationi-familie en het begin van de culturele en politieke eenwording van verschillende feodale bezittingen, die zich tegen het begin van de 11e eeuw zouden verenigen tot het koninkrijk Georgië.

## Geschiedenis
Toen de koning van Iberië, Bakoer III, stierf in 580, greep de Sassanidische regering van Perzië onder Hormazd IV (578-590) de gelegenheid aan om de Iberische monarchie af te schaffen. Iberië werd een Perzische provincie geregeerd door een marzpan (gouverneur). De Iberische edelen stemden zonder weerstand in met deze verandering, terwijl de erfgenamen van het koninklijk huis zich terugtrokken in hun hooglandforten - de belangrijkste Chosroïden-linie in Kacheti en de jongere Goearamiden-tak in Klardzjeti en Dzjavacheti. De directe Perzische controle zorgde echter voor zware belastingen en een sterke promotie van het zoroastrisme in een grotendeels christelijk land. Toen de Oost-Romeinse keizer Mauricius in 582 een militaire campagne tegen Perzië begon, verzochten de Iberische edelen hem daarom te helpen de monarchie te herstellen. Mauricius stuurde in 588 zijn beschermeling, Goearam I van de Goearamiden, als nieuwe heerser naar Iberië. Goearam werd echter niet tot koning gekroond, maar erkend als regerend vorst en kreeg de Oost-Romeinse titel van curopalates. Het Byzantijns-Sassanidische verdrag van 591 bevestigde deze nieuwe herschikking, maar liet Iberië verdeeld in door de Romeinen en Sassaniden gedomineerde delen.
De oprichting van het vorstendom markeerde het overwicht van de dynastieke aristocratie in Iberia, en was een compromis te midden van de Byzantijns-Sassanidische rivaliteit om de controle over de Kaukasus. De regerende vorsten van Iberië zouden worden bevestigd en bekrachtigd door het hof van Constantinopel. Ze droegen verschillende titels in Georgische bronnen, erist'avt'-mt'avari , eris-mt'avari , erist'avt'-erist'avi , of simpelweg erist'avi (normaal vertaald als "vorst"). De meesten van hen waren bovendien bekleed met verschillende Romeins-Byzantijnse titels. Acht van de veertien vorsten hadden bijvoorbeeld de waardigheid van curopalates, een van de hoogste in het Oostelijke Rijk. De middeleeuwse Georgische kronieken maken echter duidelijk dat deze vorsten, hoewel ze de loyaliteit van de lokale adel genoten, beperkte capaciteiten hadden.
Hun bescherming van het Iberische vorstendom hielp de Byzantijnse keizers om de Sassanidische en vervolgens de islamitische invloed in de Kaukasus te beperken, maar de vorsten van Iberië waren niet altijd consistent in hun pro-Byzantijnse lijn, en erkenden soms de heerschappij van rivaliserende regionale machten.
Goearam's opvolger, vorst Stefanus I, heroriënteerde zijn politiek richting Perzië in een poging het verdeelde Iberische gebied te herenigen, maar dit kostte hem zijn leven toen de Byzantijnse keizer Herakleios in 626 Tbilisi aanviel. Herakleios installerde een lid van de meer pro-Byzantijnse Chosroïden.Deze zagen zich in de jaren 640 niettemin gedwongen de heerschappij van de Omajjaden-kalief te erkennen, en kwamen in de jaren 680 tevergeefs in opstand tegen de Arabische hegemonie. Beroofd van het vorstendom van Iberië trokken de Chosroïden zich terug in Kacheti, waar ze regeerden als lokale vorsten totdat de familie aan het begin van de 9e eeuw uitstierf. De Goearamiden kwamen weer aan de macht en stonden voor de moeilijke taak om tussen de Byzantijnen en Arabieren te manoeuvreren. De Arabieren, die zich voornamelijk bezighielden met het behouden van de controle over de steden en handelsroutes, verdreven hen uit Tbilisi, waar in de jaren 730 een islamitische emir werd geïnstalleerd. De vorsten van Iberië resideerden in Oeplistsiche, vanwaar ze slechts een beperkt gezag uitoefenden over de lokale Georgische heersers die, verschanst in hun bergkastelen, een zekere mate van vrijheid van de Arabieren behielden. De Goearamiden werden tussen ca. 748 en 779/80 kort opgevolgd door de Nersianiden en verdwenen voorgoed in 786. Dat jaar zag een bloedig optreden tegen de opstandige Georgische edelen, georganiseerd door Khuzayma ibn Khazim, de Arabische onderkoning (wali) van de Kaukasus.
Door het uitsterven van de Goearamiden en het bijna uitsterven van de Chosroïden konden de Bagratiden, in de persoon van Asjot I (r. 786/813-830) hun erfdeel in Iberië verzamelen. Nadat ze de Byzantijnse bescherming hadden aanvaard, leidden de Bagratiden vanuit hun basis in de regio Tao-Klardzjeti de periode van culturele heropleving en territoriale expansie. In 888 slaagde Adarnase I van de Bagratiden, die in een langdurige dynastieke strijd als winnaar naar voren was gekomen, erin het Georgische koninklijke gezag te herstellen en de titel van koning van de Georgiërs aan te nemen.